# Peperomia lehmannii
Peperomia lehmannii är en pepparväxtart som beskrevs av C. Dc.. Peperomia lehmannii ingår i släktet peperomior, och familjen pepparväxter. Inga underarter finns listade i Catalogue of Life.